# Ruja (gmina)
Ruja est une gmina rurale du powiat de Legnica, Basse-Silésie, dans le sud-ouest de la Pologne. Son siège est le village de Ruja, qui se situe environ 18 km à l'est de Legnica, et 45 km à l'ouest de la capitale régionale Wrocław.
La gmina couvre une superficie de 73,37 km2 pour une population de 2 670 habitants.

## Géographie
La gmina est bordée par les gminy de Kunice, Lubin, Malczyce, Ruja, Ścinawa et Wołów.
La gmina contient les villages de Dzierżkowice, Janowice, Komorniki, Lasowice, Polanka, Rogoźnik, Ruja, Strzałkowice, Tyniec Legnicki, Usza et Wągrodno.